# أزهر عباس
أزهر عباس (1 أبريل 1975 - ) (بالإنجليزية: Azhar Abbas)‏ هو لاعب كريكت باكستاني.